# Revolutionens första offer
Revolutionens första offer – en berättelse om en granskning är en bok av Lina Makboul utgiven våren 2023 på förlaget Mondial.

## Om boken
Boken handlar om granskningen av #metoo, arbetet med Uppdrag gransknings program "#metoo och Fredrik Virtanen" som sändes på Sveriges Television den 30 maj 2018 och reaktionerna som Makboul fick motta i samband med det arbetet. Under arbetet med programmet blev Makboul och programmet kritiserade och diskrediterade i sociala medier, och Makboul tog skärmdumpar av det som skrevs om henne och upprättade en "shitlist".:8m42s Boken blev ett sätt för Makboul att bearbeta det som hände,:8m6s och genom boken mer detaljerat beskriva det.
I en intervju i samband med att boken publicerades berättade Makboul om det förakt hon hyste för delar av sin yrkeskår. Hon ifrågasatte varför journalister inte förstår att de är makthavare eller varför de verkar ha svårt att erkänna när de gör fel.

## Mottagande
Makboul intervjuades om boken i flera poddar, bland annat i Kvartal (mars 2023), Rak höger (mars), Loungepodden (juni), och Sista måltiden (september 2023).
Boken blev hårt kritiserad i många av de stora dagstidningarna. Man menade bland annat att Makbouls bok var slarvig, saknade självkritik och självrannsakan.
Den feministiska opinionsbildaren Kajjan Andersson skrev i mars 2023 en krönika i Expressen: "Att syna mediernas hanterande av #metoo var, och är fortfarande, alldeles självklart och nödvändigt. Resultatet visade nämligen på lögner, maktspel, slarv, manipulation, jäv, fullkomligt bristfällig research, populism och det som Makboul omnämner som 'masspsykos'. [...] Vi fallerade. Media fallerade. Och vi måste äga det och göra bättre ifrån oss när vi hanterar så viktiga frågor som mäns sexuella övergrepp på kvinnor och tystnadskulturen som inte sällan följer." Andersson tackade Makboul för boken och bad om förlåtelse för hur hon hade agerat under #metoo.
Sakine Madon skrev i april 2023 om boken i Upsala Nya Tidning att "'Revolutionens första offer' påminner om vikten av att kritiskt granska påståenden. Allt är inte alltid hur det först har verkat." och att man ska ses som oskyldig tills motsatsen är bevisad. Hon besvarade sin egen fråga "Varför ska man älta mediernas felsteg under metoo, såhär några år efter 'revolutionen'?" med "För att det är viktigt att lära av misstag. Särskilt när 'alla' har rusat i flock." Hon skrev att "Makboul döljer inte sina missar och svagheter i boken. Det skvätter kaksmulor och sveps vin, hon kallar folk 'as' och värre ord, har en 'shitlist' och skäller ut folk på mediefester." Hon avslutade sin text med "Hennes bok borde skickas till varje mediechef i landet."
Anna Hellgren skrev i juli 2023 i Expressen att "Om Lina Makboul förnekar alla sprickor i den journalistiska gärningen, bjuder hon frikostigt på inblickar i det privata Hades som följde av granskningen."